# ジェニファー・アニストン
ジェニファー・ジョアンナ・アニストン（Jennifer Joanna Aniston、1969年2月11日 - ）は、アメリカ合衆国の女優。身長164cm。『フレンズ』のレイチェル役で知られる。

## 来歴

### 生い立ち
カリフォルニア州ロサンゼルス市シャーマンオークス地区出身。父親のジョン・アニストン（John Aniston）はギリシャ系でソープ・オペラに出演していた俳優、母親のナンシー・ダウ（Nancy Dow）はスコットランド、イタリア系の女優。名付け親は父親のジョン・アニストンの親友だった俳優のテリー・サバラス。ギリシャで数年過ごし、ジェニファーが9歳の時に両親は離婚。ニューヨークに移り住む。

### キャリア
高校在学中より演技を始め、卒業後にオフ・ブロードウェイで何本かの舞台に立った。1990年にテレビ番組『Molly』でデビュー、1992年に『レプリコーン』で映画デビューしたが、役柄などに恵まれなかった。
1994年に放送開始されたテレビドラマ『フレンズ』のレイチェル・グリーン役でブレイクする。
2002年にはエミー賞を、2003年にはゴールデングローブ賞を受賞。
2004年の『ピープル』誌の「最も美しい50人」のトップに選ばれ、表紙を飾った。
2010年には『ピープル』誌の「最も美しい100人」の6位に選ばれた。
『フレンズ』放送終了後は映画を中心に活躍している。2002年公開の『グッド・ガール』でインディペンデント・スピリット賞主演女優賞にノミネートされた。

### 私生活
2000年7月29日に俳優のブラッド・ピットと結婚。2005年1月に別居を発表し、同年3月アニストンがロサンゼルス裁判所にピットとの離婚を正式に申請。理由は「和解しがたい性格の不一致」であった。同年10月2日に離婚が正式に成立。その後、『ハニーVS.ダーリン 2年目の駆け引き』で共演した俳優のヴィンス・ヴォーンと交際したが、2006年12月に破局。また、2008年4月からミュージシャンのジョン・メイヤーと交際。同年8月に破局が報道されたが、その後も二人でいるところを目撃されている。
犬好きで、2匹の犬（ノーマン、ドリー）を飼っている。
男性の下着は、ブリーフ派である。「男性には、ピタッとした白い下着を身につけてほしいわ。トランクスは駄目。私はトランクスが嫌いなの。ブリーフでなくちゃ」と語っている。
2012年8月10日ジャスティン・セローの誕生日に彼との婚約を発表。
2015年に自身が20代前半にディスレクシアと診断されたと公表している。
2015年8月5日に、婚約者のジャスティンと挙式。8月10日のジャスティンの誕生日パーティーとして友人や家族らが招待されたが、結婚式だったというサプライズだった。
2018年2月15日、広報担当者を通じてジャスティンとの離婚を発表。「これからも親友であることには変わりは無い」と友好的な別れを強調し2年半の結婚生活に終止符を打った。
2021年時点ではコロナウイルスのワクチンを積極的に打つことを進める一人であり、ワクチンを打たない友人とは関わらないと発言したことから賛否両論がある。

### 資産・金銭
2004年、テレビドラマ『フレンズ』の1話あたりの出演料が100万ドル（当時の日本円で約1億2000万円）で1シーズンを通して約29億円をギャラを手にしたことから『フレンズ』の共演者のコートニー・コックス、リサ・クドローと共にギネスブックに『テレビドラマで最も多くのギャラを手にした女優』として記載された。
2009年7月、米経済誌フォーブス誌が2008年に「最も稼いだ女優のリスト」を発表し、約2,500万ドル（日本円で約24億円）を稼いで2位にランクインした。この収入は映画『マーリー 世界一おバカな犬が教えてくれたこと』と新作映画『ザ・ベイスター』（原題）などによるものだという。このランキングは映画のギャラだけでなく、アパレルブランド、香水、そのほかの商品による収入も合わせたものだという。
2010年8月、米経済誌『フォーブス』誌が「ハリウッドで最も稼ぎのいい女優」のランキングを発表し、2,700万ドル（日本円で約24億3,000万円）を稼いで4位にランクインした。このランキングは映画などの出演料だけでなく、香水や洋服のプロデュースやCM契約などの金額を合わせて計算されているという。
2011年2月、米ピープル誌によると、アメリカのカリフォルニア州ビバリーヒルズに所有する豪邸を4200万ドル（日本円で約35億円）で売りに出したことが明らかになった。ジェニファーはこの豪邸を2006年に1350万ドル（日本円で約11億円）で購入し、2年をかけて改装を重ね、ZENスタイルの洗練された内装を完成させたという。その改装の様子は高級インテリア雑誌「アーキテクチュラル・ダイジェスト」でも紹介されている。ジェニファーはこの家を手放す理由について「自分の周りにモノがあふれすぎていて、もっとシンプルに生きたいと思った」とコメントし、この豪邸以外にもロサンゼルス市内に別の家を所有しているが、ニューヨークへの移住を考えていることも示唆している。
2011年4月、Bang Media Internationalによると、ニューヨークに590万ドル（日本円で約4億8000万円）で高級マンションの最上階を購入したという。アニストンが購入したのは戦前（1900年から1940年）の建築物で18階建ての入口にはドアマンがいるという。居住空間はペントハウスで広さ111.48平米、寝室1つ、浴室1つという贅沢な間取りになっており、他にも最新のオープンキッチン、リビング、ダイニング、クローゼットが4つに加え、74.32平米のテラスがあり、そこからはニューヨーク港やエンパイア・ステート・ビルなどが一望できるという。
2011年7月、米経済誌『フォーブス』誌電子版が「ハリウッド女優の所得番付」を発表し、2,800万ドル（日本円で約22億4,000万円）を稼いで3位にランクインした。
ニューヨークに所持していた2つのコンドミニアムは650万ドルで売却し、2012年に、ロサンジェルス郊外の高級住宅地ベル・エアにあるワイン畑付きの豪邸を2100万ドルで購入した。

### 慈善活動
2010年1月、E!オンラインによると、ハイチ大地震による被災者を援助するために現地で被災者の救護にあたっている「国境なき医師団」など複数の団体に50万ドル（日本円で約4500万円）を寄付した。
2010年2月、WENNによると、メキシコの子ども用シェルターを支援するためにチャリティー用の人形を製作するという。ジェニファーは以前からメキシコのティフアナにある孤児院の子どもたちに手を差し伸べている団体フレンズ・オブ・エル・ファロを支援しており、41歳の誕生日をカボ・サンルーカスのワン&オンリー・パルミラ・ホテルで祝ったジェニファーはリゾートの責任者と協力をし、チャリティー用の伝統的なメキシコ人形を作る企画を立てたという。チャリティー用の手作りの人形は1体95ドル（日本円で約8500円）で販売され、収益はすべて孤児院に寄付されるといい、アニストンは「孤児院の子どもたちは『こんなところに住まなきゃいけなくて、わたしの人生って最低』なんて思っていないわ。愛情をたっぷり注がれて教育も受けている。自分で何かができるんだという意識を持っていることが一番大事だと思う」と語っている。

## フィルモグラフィー

### 映画
| 年   | 邦題/原題                                                     | 役名                         | 備考                               | 吹替           |
| ---- | ------------------------------------------------------------- | ---------------------------- | ---------------------------------- | -------------- |
| 1988 | マック Mac and Me                                             | エキストラ                   | クレジットなし                     | TBA            |
| 1993 | レプリコーン Leprechaun                                       | トリー・レディング           |                                    |                |
| 1996 | 彼女は最高 She's the One                                      | レネー・フィッツパトリック   |                                    |                |
| 1996 | モノクロームの夜 Dream for an Insomniac                       | アリソン                     |                                    |                |
| 1997 | ピクチャー・パーフェクト/彼女が彼に決めた理由 Picture Perfect | ケイト・モーズリー           |                                    |                |
| 1997 | あなたに逢えるその日まで… Til There was You                   | デビー                       |                                    | 日野由利加     |
| 1998 | ピンク・ピンク・ライン The Thin Pink Line                     | クローヴ                     |                                    | （吹替版なし） |
| 1998 | 私の愛情の対象 The Object of My Affection                     | ニーナ・ブロウスキー         |                                    | 佐々木優子     |
| 1999 | アイアン・ジャイアント The Iron Giant                         | アニー・ヒューズ             | 声の出演                           | 日髙のり子     |
| 1999 | リストラ・マン Office Space                                   | ジョアンナ                   |                                    | （吹替版なし） |
| 2001 | ロック・スター Rock Star                                      | エミリー・ポール             |                                    | 湯屋敦子       |
| 2002 | グッド・ガール The Good Girl                                  | ジャスティン・ラスト         |                                    | 安達忍         |
| 2003 | ブルース・オールマイティ Bruce Almighty                       | グレース・コネリー           |                                    | 安達忍         |
| 2004 | ポリーmy love Along Came Polly                                | ポリー・プリンス             |                                    | 安達忍         |
| 2005 | 迷い婚 -全ての迷える女性たちへ- Rumor Has It...               | サラ・ハッティンガー         |                                    | 石塚理恵       |
| 2005 | すべてはその朝始まった Derailed                               | ルシンダ・ハリス             |                                    | 大坂史子       |
| 2006 | ハニーVS.ダーリン 2年目の駆け引き The Break Up                | ブルック・マイヤーズ         |                                    | 安達忍         |
| 2006 | セックス・アンド・マネー Friends with Money                   | オリヴィア                   |                                    | 安達忍         |
| 2008 | 10日間で彼女の心をうばう方法 Management                       | スー・クラウセン             | 兼製作総指揮                       |                |
| 2008 | マーリー 世界一おバカな犬が教えてくれたこと Marley & Me       | ジェニー・グラガン           |                                    | 深見梨加       |
| 2009 | そんな彼なら捨てちゃえば? He's Just Not That into You         | ベス・マーフィー             |                                    | 鈴木麻里子     |
| 2009 | わすれた恋のはじめかた Love Happens                           | エロイース・チャンドラー     |                                    | 安達忍         |
| 2010 | バウンティー・ハンター The Bounty Hunter                      | ニコル・ハーリー             |                                    | 安達忍         |
| 2010 | アラフォー女子のベイビー・プラン The Switch                   | キャシー・ラーソン           | 兼製作総指揮                       | 安達忍         |
| 2011 | ウソツキは結婚のはじまり Just Go with It                      | キャサリン・マーフィー       |                                    | 安達忍         |
| 2011 | モンスター上司 Horrible Bosses                                | Dr.ジュリア・ハリス          |                                    | 浅野まゆみ     |
| 2012 | ふたりのパラダイス Wanderlust                                 | リンダ・ガーデンブラット     |                                    | 安達忍         |
| 2013 | なんちゃって家族 We're the Millers                            | サラ・"ローズ"・オライリー   |                                    | 安達忍         |
| 2014 | ライフ・オブ・クライム Life of Crime                          | ミッキー・ドーソン           | 兼製作総指揮                       | 浅井晴美       |
| 2014 | モンスター上司2 Horrible Bosses 2                             | Dr.ジュリア・ハリス          |                                    | 浅野まゆみ     |
| 2015 | Cake/ケーキ 〜悲しみが通り過ぎるまで〜 Cake                   | クレア・シモンズ             | 兼製作総指揮                       |                |
| 2015 | マイ・ファニー・レディ She's Funny That Way                   | ジェーン・クレアモント       |                                    | 佐々木優子     |
| 2016 | コウノトリ大作戦! Storks                                      | ネイトの母                   | 声の出演                           | 佐々木優子     |
| 2016 | マザーズ・デイ Mother’s Day                                   | サンディ                     |                                    | 安達忍         |
| 2016 | クレイジー・パーティー Office Christmas Party                 | キャロル・ヴァンストーン     |                                    | 深見梨加       |
| 2017 | The Yellow Birds                                              | Maureen Murphy               | 兼製作総指揮                       | N/A            |
| 2018 | ダンプリン Dumplin                                            | ロージー                     | 兼製作総指揮                       | 深見梨加       |
| 2019 | マーダー・ミステリー Murder Mystery                           | オードリー・スピッツ         | Netflixオリジナル映画 兼製作総指揮 | 佐々木優子     |
| 2023 | マーダー・ミステリー2 Murder Mystery 2                        | Netflixオリジナル映画 兼製作 | Netflixオリジナル映画 兼製作総指揮 | 佐々木優子     |
| 2024 | わたしの心のなか Out of My Mind                               | メロディの心の声             | 声の出演                           | 安達忍         |

### テレビ
| 年        | 邦題/原題                                     | 役名                                | 備考                             | 吹替     |
| --------- | --------------------------------------------- | ----------------------------------- | -------------------------------- | -------- |
| 1992      | タイムマシーンにお願い Quantum Leap           | キキ・ウィルソン                    | 1エピソード                      |          |
| 1994-2004 | フレンズ Friends                              | レイチェル・グリーン                | メインキャスト 236エピソード     | 安達忍   |
| 1998-1999 | ヘラクレス Hercules                           | ガラテア                            | 声の出演                         |          |
| 1999      | サウス・パーク South Park                     | Mrs. スティーヴンス（聖歌隊の教師） | 声の出演 1エピソード             |          |
| 2003      | キング・オブ・ザ・ヒル King of the Hill       | ペパロニ・スー/ステファニー         | 声の出演 1エピソード             |          |
| 2007      | Dirt                                          | ティナ・ハロッド                    | 1エピソード                      |          |
| 2008      | 30 ROCK/サーティー・ロック 30 Rock            | クレア・ハーパー                    | 1エピソード                      |          |
| 2010      | クーガータウン Cougar Town                    | グレン                              | 1エピソード                      |          |
| 2019-     | ザ・モーニングショー The Morning Show         | アレックス・レヴィ                  | Apple TV+オリジナルドラマ 兼製作 | 林真里花 |
| 2021      | フレンズ: ザ・リユニオン Friends: The Reunion | 本人役                              |                                  |          |

## 日本語吹き替え
日本語吹き替えは安達忍が担当することが多い。